# Bale (Polen)
Bale is een plaats in het Poolse district  Siedlecki, woiwodschap Mazovië. De plaats maakt deel uit van de gemeente Mokobody en telt 140 inwoners.